# Église Saint-Étienne de Gannat
Pour les articles homonymes, voir Église Saint-c et Saint-Étienne (homonymie).
L'église Saint-Étienne est une église catholique située à Gannat, en France.

## Localisation
L'église est située dans le département français de l'Allier, sur la commune de Gannat, dans le faubourg Saint-Étienne, sur la route de Bègues. Derrière l'église se trouve le cimetière de Gannat.

## Historique
L'édifice est classé au titre des monuments historiques en 1944.

## Description

### Mobilier
- Retable. Achevé en 1720. Il est signé et daté sur le seul panneau représentant la naissance de la Vierge : « Ouvrage fait par André Mercier 1720 » ; ce panneau de  l'artiste gannatois André Mercier est classé MH au titre objet[2]. Dans le bras droit du transept se trouve un autre panneau, Les Apôtres devant le tombeau de la Vierge, également classé MH au titre objet[3].